# 圣伊莱尔莱康布雷
圣伊莱尔莱康布雷（法語：Saint-Hilaire-lez-Cambrai，法語發音：[sɛ̃.t‿ilɛʁ lɛ kɑ̃bʁɛ]，意为“康布雷附近的圣伊莱尔”）是法国上法兰西大区北部省的一个市镇，属于康布雷区。

## 地理
圣伊莱尔莱康布雷（50°11'0"N, 3°24'46"E）面积6.41 平方千米，位于法国上法蘭西大區北部省，该省份为法国最北部的省份及最长的省份，西北濒北海，西接加来海峡省，南至埃纳省和索姆省，东与比利时接壤。
与圣伊莱尔莱康布雷接壤的市镇（或旧市镇、城区）包括：圣瓦斯特昂康布雷西、阿韦讷莱索贝尔、贝维莱尔、布西耶尔昂康布雷西、基耶维、圣欧贝尔、维耶利。

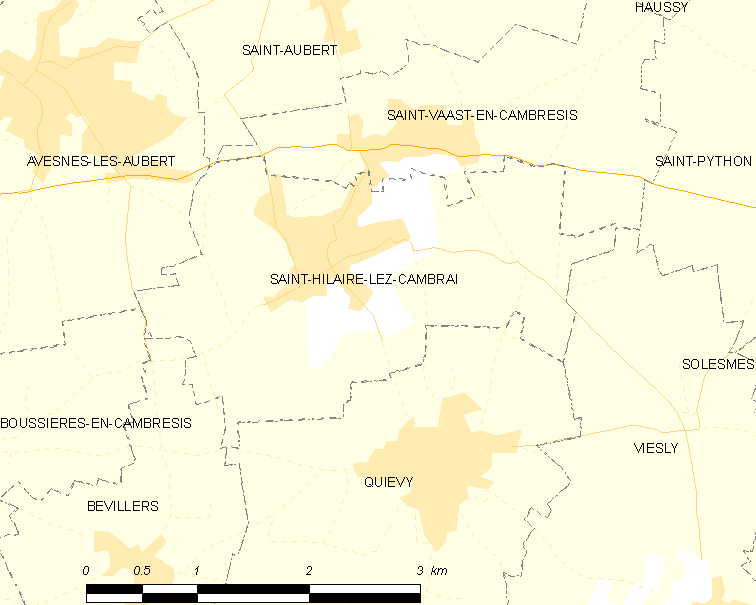
圣伊莱尔莱康布雷的OSM定位图

圣伊莱尔莱康布雷的时区为UTC+01:00、UTC+02:00（夏令时）。

## 行政
圣伊莱尔莱康布雷的邮政编码为59292，INSEE市镇编码为59533。

## 政治
圣伊莱尔莱康布雷所属的省级选区为科德里县。

## 人口

1962-2008年间圣伊莱尔莱康布雷人口变化图示

圣伊莱尔莱康布雷于2022年1月1日时的人口数量为1557人。